# Conus dampierensis
Conus dampierensis é uma espécie de gastrópode do gênero Conus, pertencente a família Conidae.